# La Rioja (Španělsko)
La Rioja je provincie a současně jedno ze 17 autonomních společenství, rozkládající se na severu Španělska. Metropolí regionu, který z historického hlediska náleží ke Staré Kastilii a je proslaven pěstováním vína, je město Logroño.

## Název
Název regionu vznikl ze slovního spojení „Río-Oja“, což se dá přeložit jako „Řeka Oja“, podle řeky Oja, která regionem protéká.

## Symboly

### Vlajka
Vlajka La Rioji je tvořena listem o poměru stran 2:3 se čtyřmi vodorovnými pruhy: červeným, bílým, zeleným a žlutým. Uprostřed vlajky, přes bílý a zelený pruh, je položen La Riojský znak.

### Hymna
Hymna La Rioji je píseň Himno de La Rioja.

## Geografie
Region hraničí na severu s autonomními společenstvími Baskicko a Navarra, na západě a jihu s autonomním společenstvím Kastilie a León, na východě s autonomním společenstvím Navarra a krátkým úsekem hranice také s autonomním společenstvím Aragonie.
Je zde suché klima s kontinentálními vlivy. V létě je zde velice teplo, v zimě naopak chladno.
Jižní část regionu je velmi hornatá. Zasahuje sem Iberské pohoří (Sistéma Ibérico), v jehož horském pásmu Sierra de la Demanda se nachází i nejvyšší hora regionu, San Lorenzo (2271 m). Severní část regionu podél řeky Ebro je naopak nížinatá.
Regionem protéká také řada řek. Nejdůležitější řekou regionu je řeka Ebro, která jím protéká od západu na východ, a tvoří i téměř celou severní hranici s autonomními společenstvími Baskicko a Navarra. Dalšími řekami jsou Tirón (Río Tirón), Oja (Río Oja), Najerilla (Río Najerilla), Iregua (Río Iregua), Leza (Río Leza), Jubera (Río Jubera), Cidacos (Río Cidacos), Linares (Río Linares) a Alhama (Río Alhama). Nachází se zde také 2 průplavy (Canal de Najerilla a Canal de Lodosa) a několik přehradních nádrží.

## Města
- Logroño – metropole a největší město regionu
- Calahorra
- Arnedo
- Haro
- Alfaro
- Nájera
- Santo Domingo de La Calzada
- Lardero
- San Asensio
- San Millán de La Cogolla
- Enciso

## Předsedové vlád autonomního společenství La Rioja
- Luis Javier Rodríguez Moroy (UCD) 26. srpna 1982 – 17. ledna 1983
- Antonio Rodríguez Basulto – 1983
- José María de Miguel Gil (PSOE) – 1983–1987
- Joaquín Espert Pérez-Caballero (AP) – 1987–1990
- José Ignacio Pérez Sáenz (PSOE) – 1990–1995
- Pedro María Sanz Alonso (PP) – 1995–2015
- José Ignacio Ceniceros González (PP) – (2015–2019)
- Concha Andreu Rodríguez (PSOE) – od 2019

## Ekonomický přehled
Vedle vinařství je zde významné také pěstování zeleniny. V nížině podél řeky Ebro se pěstují především žampiony, artyčoky, chřest a paprika.

## Paleontologie
Tato oblast je významná také četnými paleontologickými objevy, zejména fosiliemi druhohorních dinosaurů. Celkem zde bylo objeveno již kolem 150 lokalit s více než 10 000 fosilních otisků dinosauřích stop. Některé série fosilních stop ukazují, že dinosauři žijící kdysi v této oblasti dokázali velmi rychle běhat. Byly tu objeveny také vzácné fosilní stopy "plavajících" dinosaurů.